# Kind van de rekening
Kind van de rekening is een hoorspel van Dick Walda. De VARA zond het uit op woensdag 27 april 1977, van 16:03 uur tot 16:35 uur. De regisseur was Ad Löbler.

## Rolbezetting
- Gerrie Mantel
- Hans Karsenbarg

## Inhoud
De auteur heeft twee interviews uit zijn boek Kind van de rekening (Sjaloom, 1977), met jeugdbelevenissen in de jaren ’40-’45, voor de radio bewerkt. We horen afwisselend een man en een vrouw praten. Ze praten niet met elkaar, maar ieder voor zich uit, in een monoloog en met de oorlog als achtergrond. De man is opgegroeid in een NSB-gezin. Hij vertelt hoe hij er vroeger als jongetje in geslaagd was een hand van de “leider” Mussert te krijgen. Hij vertelt over hun buren, de Cohens, die ineens verdwenen waren. Hij heeft de oorlog niet al te beroerd door hoeven te maken, maar de afrekening na de oorlog heeft het gezin danig parten gespeeld. De man beschrijft de wraakoefening van de gemeenschap. Het grote thema dat de vrouw bezighoudt, is de honger. Al haar leed, al haar ervaringen uit de oorlog komen uit die verschrikkelijke hongerwinter voort. De auteur laat de man en de vrouw niet alleen praten over hun jeugdervaringen tijdens de oorlog, hij laat ook zien hoe ze door de oorlog nog steeds worden beïnvloed…